# Taillebourg (Lot-et-Garonne)
Taillebourg (gaskognisch Talhaborg) ist eine französische Gemeinde mit 65 Einwohnern (Stand 1. Januar 2022) im Département Lot-et-Garonne in der Region Nouvelle-Aquitaine (vor 2016 Aquitaine). Sie gehört zum Arrondissement Marmande und zum Kanton Marmande-2.

## Geografie
Die Gemeinde Taillebourg liegt an der Garonne, acht Kilometer südsüdöstlich von Marmande. Nachbargemeinden von Taillebourg sind Saint-Pardoux-du-Breuil im Nordwesten und Norden, Longueville im Norden, Fauguerolles im Osten, Sénestis im Südosten und Süden, Caumont-sur-Garonne im Süden und Südwesten sowie Fourques-sur-Garonne im Westen.

## Bevölkerungsentwicklung
| Jahr                       | 1962 | 1968 | 1975 | 1982 | 1990 | 1999 | 2006 | 2013 | 2022 |
| Einwohner                  | 188  | 176  | 138  | 115  | 104  | 92   | 89   | 79   | 65   |
| Quellen: Cassini und INSEE |      |      |      |      |      |      |      |      |      |

## Sehenswürdigkeiten

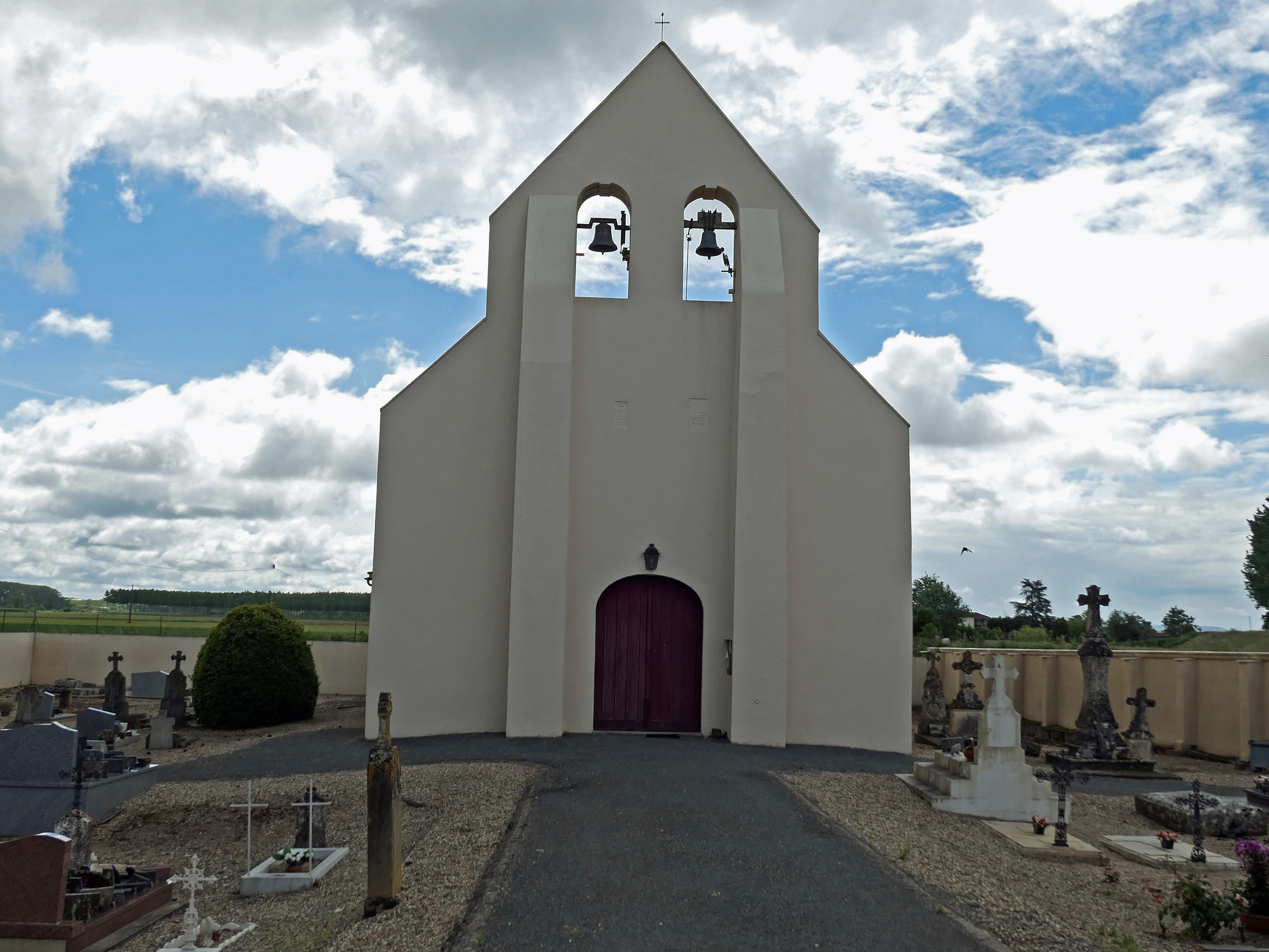
Kirche Saint-Pardoux

- Kirche Saint-Pardoux